# Hip-hop portoricain
Genres dérivés
Reggaeton
Le hip-hop portoricain est un genre de hip-hop ayant émergé à Porto Rico.  À son apogée à la fin des années 1980 et au début des années 1990, il est l'un des styles de musique underground les plus populaires à Porto Rico, vendu par mixtape. Le hip-hop portoricain, lors de son ascension à la fin des années 1980, et même sous sa forme la plus ancienne, explore et aborde des thèmes sociétaux tabous et non tabous à Porto Rico, tels que la toxicomanie, la montée de la criminalité, la corruption gouvernementale, les MST et les abus sexuels. En raison de sa niche locale relative et de facteurs au début des années 1990, il ne connait pas un succès commercial comparable à celui d'autres genre de musique latino contemporaines plus populaires telles que le reggaeton.
Le premier morceau de hip-hop portoricain à être diffusée officiellement à la radio, à la télévision et sur vinyle est le single Las drogas matan (1987) de D-Squad (Don Figgaro) et DJ Baron Lopez, mais ce n'est pas la première chanson hip-hop portoricaine, car d'autres artistes avaient été les premiers à le faire un an auparavant. Vico C est le pionnier du hip-hop portoricain. Il est également le premier à lancer le genre urbano moderne, le reggaeton, avec Bomba para afincar, extrait de son album de hip-hop Hispanic Soul, vers 1991.

## Origines

### Premières influences
Au début du hip-hop, en 1972, les communautés noires et afro-caribéennes marginalisées (ainsi que les communautés nuyoricaines du Bronx) commencent à produire le mouvement hip-hop, qui est au départ un mécanisme d'adaptation à leur environnement de marginalisation et de pauvreté, un mouvement social anti-drogue et anti-violence, et qui déclenche une révolution musicale dans le Bronx. Des artistes et groupes américains comme DJ Kool Herc, Afrika Bambaataa, DJ Disco Wiz jettent les bases du mouvement hip-hop, tandis que des groupes comme Rock Steady Crew ont largement contribué au mouvement de breakdance, ajoutant leurs contributions au mouvement multiculturel. Malgré les croyances qui circulent selon lesquelles les Portoricains co-créent le hip-hop, il est important de noter que le hip-hop old-school et le mouvement hip-hop en général étaient un mouvement afro-américain basé sur la musique afro-américaine aux États-Unis, inhérente aux racines intrinsèques du peuple afro-américain. Toutefois, il est tout aussi important d'inclure les contributions indispensables des Nuyoricains qui jouent un rôle dans la formation du hip-hop américain.
Dans les années 1960 et 1970, le Bronx est un haut lieu de la criminalité, avec des gangs qui se faisaient la guerre, et le Bronx lui-même est le champ de bataille de tout cela. Jusqu'à ce que le pacte de paix de Hoe Avenue soit catalysé par la mort du fondateur afro-nuyoricain-juif d'un gang de rue et chef de bande, Benjamin Melendez (également connu sous le nom de Black Benjie), en l'honneur de Black Benjie qui tentait de mettre fin à une bagarre entre gangs. Plusieurs gangs dangereux et notoires, tels que les Savage Skulls, les Ghetto Brothers, les Black Spades, les Tomahawks, les Latin Kings et bien d'autres encore, se sont rassemblés en un même lieu pour conclure une trêve et mettre fin à toute violence entre gangs, en remplaçant la violence par la danse, les battles de rap, le DJing et les graffitis,,. Afrika Bambaataa joue un rôle clé dans cette réunion, qui pose les termes et les fondements du mouvement hip-hop. Il est membre du gang de rue afro-américain Black Spades.

### Mouvement underground local
Le hip-hop portoricain commence à émerger en tant que genre localisé sur l'île à la fin des années 1980, à la suite du boom du hip-hop dans le Bronx. Le concept de rime n'est pas nouveau dans la riche histoire musicale patrimoniale de Porto Rico, des genres natifs comme la Plena avaient déjà cet aspect de rime et de poésie improvisée qui existait déjà dans la musique portoricaine. Le mouvement initial est mené par le pionnier du hip-hop portoricain, Vico C. Bien qu'à Porto Rico on pense généralement que Rubén DJ est le premier rappeurportoricain à sortir un morceau de hip-hop en espagnol avec La Escuela, des preuves montrent qu'en 1985, Vico C enregistre le morceau El Rapeo del Vikingo dans l'appartement de DJ Negro à La Perla, avant la sortie de La Escuela de Rubén DJ.

### Divisions et rivalité
En 1985, à peu près au même moment où Vico C commence ses premières chansons avec l'aide de DJ Negro, DJ Negro lance sans succès une boîte de nuit qu'il appelle The Noise. Le club connait plusieurs fermetures infructueuses jusqu'à ce que DJ Negro entreprenne une réouverture permanente au début des années 1990. Plus tard, lors de la troisième réouverture permanente du Noise, au début des années 1990, l'établissement devient le lieu de naissance du précurseur du reggaeton, Únderground, mieux connu à l'époque sous le nom d'Únder. Certains des premiers contributeurs de The Noise, comme Baby Rasta y Gringo, se sont inspirés de Vico C. La discothèque ferme ses portes en 2004.
Alors que le reggaeton commence à dépasser en popularité le hip-hop portoricain, les MC sont contraints de suivre le mouvement et de s'adapter au reggaeton ou de se laisser distancer par la popularité du reggaeton à son âge d'or. Essentiellement parce que le hip-hop en espagnol n'était pas assez « dansant » dans les discothèques, il n'a pas décollé autant que le reggaeton et tout était une question de commercialisation, ce que les premiers MC n'avaient pas compris. Les MC portoricains dédaignent Únderground en raison du lyrisme grossier fomenté par le genre, ils se considéraient supérieurs au reggaeton et à ses semblables pour la simple raison qu'ils avaient un lyrisme plus approfondi.